# Wellesto

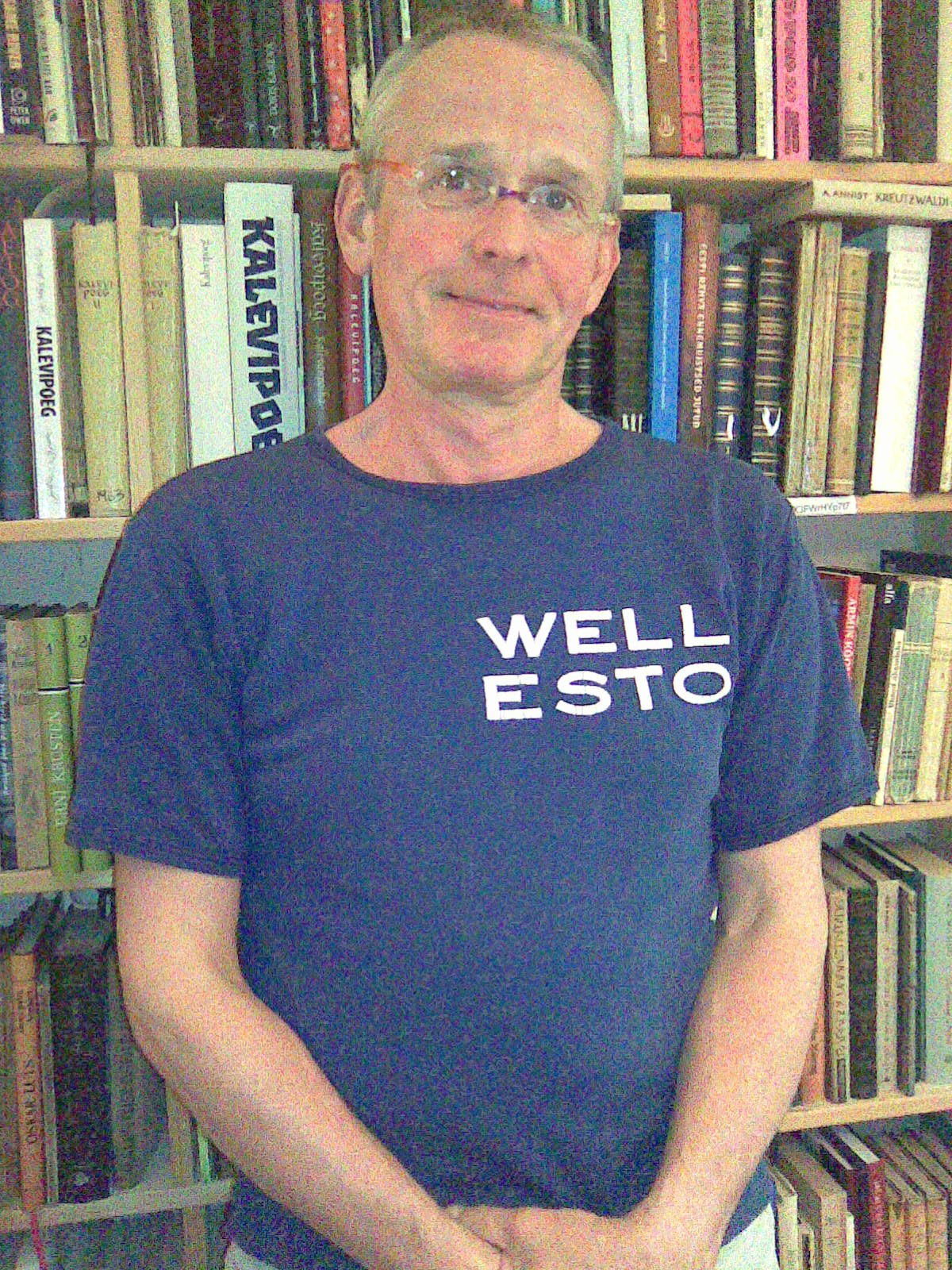
Wellesto T-Shirt, 1989 (Wellesto-Mitglied Cornelius Hasselblatt, 2015)

Wellesto war eine 1988 in Tallinn gegründete estnische kulturell-literarische Gruppierung.

## Geschichte
Der erste öffentliche Auftritt der Gruppe erfolgte am 3. März 1988 im Haus des Estnischen Schriftstellerverbandes, aber vorbereitende Treffen hatte es bereits Ende 1987 gegeben. Die verschiedenen Quellen sind sich hier nicht sicher, ob ein erstes Treffen am 7. Dezember, am 25., am 25. oder 26. oder am 26. Dezember stattgefunden hat. Treffpunkt war das Dienstzimmer von Ott Raun in der Redaktion der Literaturzeitschrift Looming.
Anfangs hatte die Bezeichnung der Gruppe die Gestalt «Vellesto», was später in «Wellesto» abgewandelt wurde. Als Gründe sind die folgenden genannt worden: „1) um den ausländischen Mitgliedern entgegenzukommen, die eine internationale Schreibweise bevorzugten; 2) eine größere Distanz zur Studentengesellschaft «Veljesto» aus der Zwischenkriegszeit; 3) die Möglichkeit des Wortspiels mit dem englischen «Well, Esto»; 4) und die kulturhistorische Tradition.“
Wellesto ist soweit bekannt niemals offiziell aufgelöst worden, obwohl die Tätigkeit schon 1994 „praktisch eingeschlafen“ war. Die aktive Zeit der Gruppierung fällt in die Jahre der Singenden Revolution 1988 und 1989.

## Mitglieder
Gründungsmitglieder, mehrheitlich anwesend bei der Manifestation am 3. März 1988 in Tallinn, waren:
Ülev Aaloe, Maimu Berg, Sven Grünberg, Mati Hint, Indrek Hirv, Merle Jääger, Doris Kareva, Peet Kask, Sirje Kiin, Hasso Krull, Rein Kruus, Madis Kõiv, Toomas Liiv, Ülo Mattheus, Paul Mõtsküla, Linnart Mäll, Ott Raun, Olev Remsu, Mati Sirkel, Sergei Stadnikov, Mihkel Tiks, Haljand Udam, Udo Uibo, Jaan Undusk und Märt Väljataga.
Später traten hinzu bzw. wurden gewählt: Tapio Mäkeläinen, Toomas Raudam, Peeter Puide, Cornelius Hasselblatt, Astrid Ivask, Ivar Ivask, Toomas Hendrik Ilves, Lia Peet und Juhan Kristjan Talve.
Mihkel Tiks schied auf eigenen Wunsch im Laufe des Jahres 1988 aus.
Am 1. August 1989 erklärten Doris Kareva, Indrek Hirv und Ott Raun ihren Austritt.

## Tätigkeit
Auf der Eröffnungsveranstaltung wurden zwei Manifeste vorgelesen, und zwar eines von Doris Kareva, und ein zweites von Mati Hint. Das erste war lyrischer, das zweite programmatischer Natur. Doris Kareva drückte den Überlebenswillen der Esten aus: „Die Welt ist unsere Heimat, unsere Heimat die ganze Kultur. (…) Jeder ein Diener der eigenen Fülle, des anderen Spiegel und Stütze. Nicht erster, nicht letzter, nicht die Macht des schwarzweißroten, sondern ein Regenbogen der Möglichkeiten.“ Mati Hint betonte in seinem Text die Bedeutung der estnischen Kultur für die Mitglieder von Wellesto: „Wir streben nicht nach krampfhaftem Estentum. Das Leben in estnischer Kultur und das Einstehen dafür ist für uns eine Selbstverständlichkeit. […] Wir können uns nicht eine Zukunft wünschen, in der in Estland die estnische Sprache zweitrangig wird und die Esten selbst zum zweitrangigen Volk werden, während gleichzeitig ein estnisches Sing- und Tanzensemble für die internationalen Touristen und die Photographen der Propagandabehörden tanzt und lacht.“
Die Gruppierung veranstaltete Ausflüge ins Grüne und organisierte diverse Literaturabende im ganzen Land. Geplant war auch ein regelmäßiges Informationsblatt, von dem jedoch nur eine Ausgabe erschienen ist (Dezember 1988). Das nachhaltigste Produkt war ein Sammelwerk, das dank finnischer Unterstützung 1989 in Oulu gedruckt werden konnte. Auf dessen 152 Seiten sind Texte von über 30 Autorinnen und Autoren, darunter auch einige Gedichte von Kalju Lepik und drei Briefe von Uku Masing an Linnart Mäll.